# Sonora Webster Carver
Pour les articles homonymes, voir Webster et Carver.

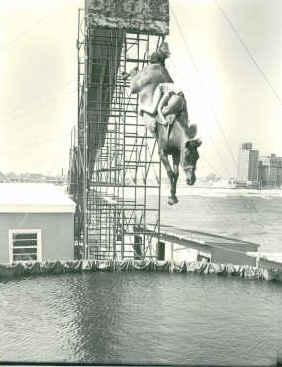
Cheval plongeur du Carver's Wild West Show en 1907.

Sonora Webster Carver, née le 2 février 1904 à Waycross en Géorgie et morte le 20 septembre 2003 à Pleasantville dans le New Jersey, est une saltimbanque américaine, plus connue comme l'une des premières femmes plongeuses à cheval.

## Biographie
Webster répondit à une petite annoncée placée dans un journal en 1923 par « Doc » William Frank Carver (en) qui cherchait une plongeuse, et bientôt, elle gagna sa place dans l'histoire du spectacle.
Son travail était de sauter sur un cheval au galop lorsque celui-ci parvenait au sommet d'une tour d'une quarantaine de pieds (plus de 12 mètres), quelquefois 60 pieds (plus de 18 mètres), et de plonger le long du dos de l'animal en même temps qu'il plongeait dans un grand bassin d'eau juste en dessous de lui. Sonora faisait sensation et bientôt devint la plongeuse principale du numéro de Doc Carver, au cours de leurs voyages à travers le pays.
Sonora tomba amoureuse et finalement se maria avec le fils de Carver, Al Carver, qui reprit le spectacle en 1927, à la mort de son père. La sœur de Sonora, Arnette Webster French, marcha sur ses traces en devenant une plongeuse à cheval et rejoignit le numéro en 1928.
En 1931, Sonora devient aveugle à cause d'un décollement de rétine, lié au heurt de l'eau dans ses yeux ouverts lors d'une plongée avec son cheval Red Lops, sur le pont de divertissements du New Jersey, le Steel Pier, lieu de représentation permanent du spectacle depuis 1929. Après son accident, Sonora continua à faire de la plongée à cheval jusqu'en 1942. Sa sœur Arnette quitta le numéro en 1935.
Arnette expliqua la décision de Sonora (continuer à plonger à cheval) après son accident de cette manière : « Le film donnait une large place au courage qu'elle avait de continuer à monter après avoir perdu la vue. Mais, la vérité était aussi que monter à cheval était la chose la plus amusante que vous pouviez faire et nous adorions cela. Nous n'avons pas voulu abandonner. Une fois que vous étiez sur le cheval, il n'y avait plus rien à faire sauf s'accrocher à lui. Le cheval  était responsable ».
Arnette, qui avait 15 ans quand elle fit sa première plongée à cheval, avait fait remarquer dans une interview que « Quel que soit l'endroit dans lequel nous étions, la SPCA (la Société pour la prévention de la cruauté envers les animaux) était toujours dans les parages, essayant de voir si nous faisions quoi que ce soit de cruel envers nos animaux. Ils n'ont jamais rien trouvé parce que nos chevaux vivaient la Vie de Riley (en). Durant toutes les années qu'a duré le spectacle, il n'y eut jamais aucun cheval qui fut blessé ».
Les mémoires de Sonora peuvent être lues dans son livre, publié en 1961, Une fille et 5 chevaux courageux (en), et un film lui a aussi été consacré, relatant une version romancée de sa vie À cœur vaillant rien d'impossible avec Gabrielle Anwar. Sonora avait été apparemment déçue de la manière dont le film présentait sa carrière et sa vie. Elle avait fait remarquer à sa sœur Arnette après l'avoir vu que « la seule chose vraie dedans était que j'aie fait de la plongée à cheval, que je suis devenue aveugle et que j'ai continué à monter pendant 11 autres années ».
Sonora est décédée à l'âge de 99 ans dans le New Jersey, le 21 septembre 2003. Elle vivait à Pleasantville au moment de sa mort.

## Publication
- (en) A Girl and Five Brave Horses. As Told to Elizabeth Land, Doubleday & Company, Inc., Garden City, New York, 1961, rééd. Martino Publishing, Mansfield Centre, 2009,  (ISBN 978-1-57898-732-0)